# Lichte Höhe

Lichte Höhe und lichte Weite am Beispiel einer Straßenbrücke

Die lichte Höhe, auch Lichthöhe, und die lichte Weite, auch Lichtweite oder lichte Breite, sind zwei Maße im Bauwesen und den daraus abgeleiteten Nutzungen, wie zum Beispiel dem Verkehrswesen. Die lichte Höhe ist der freie vertikale, die lichte Weite der freie horizontale Raum. Zusammen werden sie auch als Lichte oder Lichtes Maß bezeichnet.
Die Maßangabe im Bauwesen Weite und Höhe bezeichnet die Größe einer Öffnung oder eines Durchlasses, etwa in der Wand, aber auch eines Weges, der frei von Hindernissen ist. Die lichten Maße orientieren sich dabei meistens an den Baurichtmaßen.
Verwendet werden die Begriffe für:
- den freien vertikalen Raum zwischen Bauteilen und von Gebäudeöffnungen (Türen, Fenster, Durchlässe), siehe Lichtes Maß;
- die Raumhöhe zwischen Oberkante Fertigfußboden und Unterkante Decke;[2]
- den freien Raum zwischen der Fahrbahn und der Unterkante des Überbaus einer Brücke bzw. zwischen ihren Pfeilern oder Stützen;
- den von Hindernissen freizuhaltenden, vertikalen Raum im Straßenquerschnitt, aber auch in der Gebäudesicherheit für die Fluchtwege.

Das Lichtraumprofil im Schienenverkehr erfordert eine deutlich größere lichte Höhe und Weite der umgebenden Bauteile (z. B. Brücken, Tunnel).
Beim Einbau von Bauteilen in Öffnungen sind lichte Höhe/Weite und Bauteilabmaße nicht gleich, so kann eine Fensteröffnung beispielsweise die lichte Breite von 101 cm benötigen (99 cm Außenmaß + beidseits 1 cm Fuge).
Die Maßangaben für lichte Höhen und Weiten von Räumen suggerieren oft, dass Böden, Decken und Wände die aus den Bauplänen ersichtlichen exakten Rechtecke bilden, die für den Einbau von Inneneinrichtungen, wie z. B. Küchen oder Einbauschränken, verwendet werden können. Dabei wird übersehen, dass es sich um Maßangaben und Darstellungen aus Plänen handelt, während in der Praxis Böden und Decken regelmäßig durchhängen und Wände selten absolut senkrecht stehen.